# Abri North Fork Sol Duc
L'abri North Fork Sol Duc, en anglais North Fork Sol Duc Shelter, est un refuge de montagne américain du comté de Clallam, dans l'État de Washington. Situé dans les montagnes Olympiques, il a été construit vers 1932 par le Service des forêts des États-Unis dans un style rustique. Protégé au sein du parc national Olympique, il est inscrit au Registre national des lieux historiques depuis le 13 juillet 2007.